# CNT.2
Dimensions
Le CNT II ou CNT 2 est un hydravion biplan monomoteur de compétition.

## Histoire
Le 31 mars 1924, le Cantiere Navale Triestino a reçu une commande ferme pour la construction de deux hydravions destinés à participer à la Coupe Schneider 1925, une compétition très prisée réservée aux hydravions. Le contrat prévoyait la réalisation de deux unités, des biplans propulsés par un moteur à pistons, un V.12 d'une puissance de 465 ch. 
L'hydravion a été conçu par l'ingénieur et général Alessandro Guidoni, directeur de la Direction supérieure du Génie et des constructions aéronautiques du ministère de l'Air. Le montant du contrat était de 268 000 ₤ de l'époque  et comprenait la fourniture d'un lot complet de pièces détachées pour la maintenance. Les hydravions devaient impérativement être livrés le 30 juin 1924 au plus tard, soit seulement trois mois après la signature du contrat. Malgré tous les efforts entrepris, les deux hydravions ont été achevés au début du mois de septembre. Ils ont subi immédiatement les tests de pilotage et de flottaison.
Conçus et réalisés un peu trop vite, à cause des délais irraisonnables impartis, et aussi peut-être pénalisés par de petites erreurs de conception au niveau du profil de la coque, les deux appareils ont coulé lors des premiers essais de flottaison menés durant le mois de septembre. Récupérés et très peu endommagés, ils ont été réparés, mais après, la CNT n'a pas donné suite à la demande de modifications proposées par DSGCA et le projet a été abandonné.